# Echorouk El Yawmi
Echorouk El Yawmi (in arabo الشروق اليومي) è un quotidiano algerino fondato nel 1990.

## Storia
Fu pubblicato nel 1990 con il nome di Echorouk Al Arabi. Nel corso degli anni ha mantenuto una linea editoriale indipendente e spesso critica nei confronti del governo e dei movimenti ribelli islamisti rimasti attivi dopo la guerra civile algerina.

### Caso Gheddafi
In un processo dell'autunno 2006 il leader della confinante Libia, Muammar Gheddafi, ha citato il giornale in un tribunale algerino per diffamazione. Il 31 ottobre il tribunale ha deciso che il reportage di Echorouk sui tentativi di Gheddafi di indurre i Tuareg algerini al separatismo aveva diffamato il leader libico e ha sospeso il giornale per due mesi. Il direttore e il giornalista responsabile sono stati entrambi condannati a sei mesi di carcere. Il verdetto è stato condannato come un attacco alla libertà di stampa da quasi tutta la stampa indipendente algerina e da numerosi partiti politici, oltre che dagli organi di controllo internazionali della stampa.